# Route nationale 86c
Die Route nationale 86C, kurz N 86C oder RN 86C, ist eine ehemalige Nationalstraße in Frankreich.
Die Straße entstand im 19. Jahrhundert als eine der Rhônebrücken bei Saint-Vallier. Sie wurde zunächst als erster Seitenast der N7 ohne Zusätze bezeichnet. Bei der Reform von 1933 ist die Nummer N86C zugewiesen. 1973 wurde sie abgestuft.